# Wendy Hornsby
Pour les articles homonymes, voir Hornsby.
Wendy Hornsby, née le 26 septembre 1947 à Los Angeles, Californie, est un auteur américain de roman policier.

## Biographie
Elle fait des études supérieures en histoire à l’Université de Californie à Los Angeles. À partir de 1975, elle enseigne l’histoire dans un collège de Long Beach.
Elle amorce sa carrière littéraire avec la publication de No Harm (1987), première de deux aventures de procédure policière ayant pour héros la professeur d’histoire Kate Teague et l’officier de policier Roger Tejada. Wendy Hornsby abandonne ensuite ces deux personnages au profit de Maggie Mac Govern, une réalisatrice de documentaires pour une grande chaîne de télévision qui, dans Telling Lies (1992), sa première enquête, tente de percer le mystère entourant l’assassinat de sa propre sœur, physicienne de renom et ancienne militante radicale. Au cours des recherches qui lui imposent de rencontrer la police, elle s'amourache de l'inspecteur Mike Flint avec qui elle développe une relation amoureuse tumultueuse qui se poursuit dans la demi-douzaine de thrillers bien ficelés du cycle.
Wendy Hornsby a également écrit quelques nouvelles, dont Neuf fils, lauréate de l’Edgar de la meilleure nouvelle 1992.

## Œuvre

### Romans

#### Série Kate Teague
- No Harm (1987)
- Half a Mind (1990)

#### Série Maggie MacGovern
- Telling Lies (1992)
- Midnight Baby (1993) Publié en français sous le titre L’Enfant de minuit, Paris, Librairie des Champs-Élysées, Le Masque no 2336, 1997
- Bad Intent (1994)
- 77th Street Requiem (1995) Publié en français sous le titre Requiem pour la 77e rue, Paris, Librairie des Champs-Élysées, Le Masque no 2387, 1998
- A Hard Light (1997) Publié en français sous le titre Les Feux de la mort, Paris, Librairie des Champs-Élysées, Le Masque no 2408, 1998
- In the Guise of Mercy (2009)
- The Paramour’s Daughter (2010)
- The Hanging (2012)

### Nouvelles

#### Recueil de nouvelles
- Ten Tales (1994), en collaboration avec Neal Barrett Jr. et Richard Laymon
- Phantoms of the Night (1996), anthologie où apparaît une seule nouvelle signée Wendy Hornsby
- Nine Sons : Collected Mysteries (2002)
- Shaken : Stories for Japan (2011), anthologie où apparaît une seule nouvelle signée Wendy Hornsby

#### Nouvelles isolées
- Nines sons (1991) Publié en français sous le titre Neuf fils, dans l’anthologie Fenêtres sur crime, Paris, Denoël, coll. Sueurs froides, 1997
- Ghost Caper (1994)
- The Naked Giant (1998)
- The Last is Adoration (2000)

## Prix et distinctions
- Edgar de la meilleure nouvelle 1992 pour Neuf fils

## Sources
- Claude Mesplède (dir.), Dictionnaire des littératures policières, vol. 1 : A - I, Nantes, Joseph K, coll. « Temps noir », 2007, 1054 p. (ISBN 978-2-910-68644-4, OCLC 315873251), p. 1006.